# Scott McGough
Scott Thomas McGough (né le 31 octobre 1989 à Monroeville, Pennsylvanie, États-Unis) est un lanceur de relève droitier des Diamondbacks de l'Arizona de la Ligue majeure de baseball.

## Carrière
Joueur à l'école secondaire Plum High School de Pittsburgh, Scott McGough est repêché par les Pirates de Pittsburgh au 46e tour de sélection en 2008. Après avoir ignoré l'offre pour rejoindre les Ducks de l'université d'Oregon, il signe son premier contrat professionnel avec les Dodgers de Los Angeles, qui le réclament au 5e tour du repêchage amateur de 2011.
McGough débute en ligues mineures en 2011 avec un club affilié aux Dodgers. Avec le lanceur partant droitier Nathan Eovaldi, McGough est échangé des Dodgers aux Marlins de Miami le 25 juillet 2012 contre le l'arrêt-court étoile Hanley Ramírez et le releveur gaucher Randy Choate.
McGough fait ses débuts dans le baseball majeur avec Miami le 20 août 2015 contre les Phillies de Philadelphie.